# Селско въстание в Румъния (1907)
Селското въстание в Кралство Румъния е бунт на румънските селяни, който се разразява между 21 февруари и 5 април 1907 г. Той започва в Северна Молдова и след три седмици се разпространява на югозапад в Кралство Румъния, достигайки Влашко до Олтения. Основната причина за селското въстание е недоволството на селяните от несправедливото разпределение на собствеността върху земеделската земя, концентрирана в ръцете на само няколко крупни земевладелци.
След падането на правителството на Консервативната партия на 12 март новото либерално правителство потушава въстанието, като го потопява в кръв с помощта на румънската армия, а хиляди селяни губят живота си.

## Предпоставки
Поземлените реформи от 1864 г. дават на селяните пълни права на собственост върху част от земята, за която преди това са имали само правото да обработват, без да я притежават. В крайна сметка въвеждането на тази реформа е несполучливо и селяните остават зависими от земевладелците. Освен това селското население нараства бързо, което води до бързо намаляващи площи на имотите: от средно семейно имение от 3,42 хектара през 1896 г. до 3,27 ха през 1905 г. и 3,06 ха през 1907 г.  Държавата също се явява голям земевладелец, но държавната практика за продажба на земята често не благоприятстват по-бедните селяни, които имат най-голяма нужда от нея.
Поради необходимост да допълнят намаляващите си имоти, селяните са принудени да работят земя, собственост на земевладелци, които притежават големите поземлени имоти.  С нарастването на населението търсенето на свободна земя за обработка от селяните расте, което води до бързо нарастване на наемите и арендите. По това време селяните формират до 80% от румънското население и около 60% от тях произвеждат нищожни реколти или изобщо не притежават земя, докато големите собственици на земя притежават над половината от обработваемата земя.
Политиката на Националнолибералната партия за насърчаване на селските кооперации не е успешна, тъй като много земевладелци се страхуват от организацията на селяните, предпочитайки да отдават под наем на отделни селяни, а не на кооперативи. Според Йон Лаховари, консерватор и министър, земевладелецът може да изгони селянин, отказващ да плаща наема си, но за прогонването на кооперация от 500 селяни ще е необходим армейски полк, който правителството може да откаже да постави на разпореждането на наемодателя.  Поради това, към края на 1907 г. има само 103 селски кооперации с членска маса от 11 118 души, които наемат 37 374 хектара обработваема земя, в по-голямата си част държавна. 
Към 1900 г. повечето едри земевладелци предпочитат да живеят в градовете и не искат да се занимават с администрацията на своите имоти. Следователно селяните вече не вземат под наем директно от собственика на земята, а от посредник-лизингодател (арендаш).  Падането на цената на зърното на световните пазари предизвиква лизингодателите да изискват все по-големи наеми.
Вината за бунта първоначално е хвърлена на еврейски посредници, каквито има много особено в Северна Молдова. Бунтът бързо се разпространява на юг, губи антисемитския си характер и се превръща в протест срещу съществуващата система на владение на земята. 

## Ход на събитията
Бунтът започна в земите, управлявани от лизингодателя Мочи Фишер в землището на село Фламанци. Местните жители Трифан Роман Гросу, Йон Долхеску и Григоре Роман се разбунтуват поради отказа на Фишер да поднови договорите за наем на местните селяни. Австрийско-еврейското семейство Фишер отдава под наем около 75% от обработваемата земя в три румънски окръга в Молдова – районът дори е наричан „Фишерланд“.
Селяните, страхувайки се, че ще останат без работа и по-важното – без храна, предизвикват размирици. Уплашен, Фишер бяга при приятел в Кернеуши, оставяйки селяните без подписани договори. Бунтът скоро се разпространява в по-голямата част на Молдова, като имотите на няколко собственика на земя са унищожени, а много наемодатели са убити или ранени. Консервативното правителство не съумява да се справи със ситуацията и подава оставка, а либералите на Димитрие Стурдза поемат властта.
На 18 март е обявено извънредно положение, а след това и обща мобилизация, като до 29 март са призовани 140 000 войници. Румънската армия започна въоръжени действия срещу размирниците; хиляди селяни загиват и над 10 000 са арестувани.

## Пострадали

### Селяни
Точният брой на смъртните случаи на селяните е неизвестен и дори ходът на събитията не е ясен, тъй като правителството, за да скрие размера на клането, нарежда унищожаването на всички документи, свързани с въстанието.
Историкът Маркус Бауер споменава силно подценена официална цифра за 419 смъртни случая,  докато неофициална цифра, разпространена в пресата и широко приета, за около 10 000 убити селяни, никога не е доказана като вярна.  Същата цифра от 419 смъртни случая е посочена от либерала Йон Братияну в румънския парламент.  Данните, с които разполага министър-председателят Димитри Стърджа, показват 421 смъртни случая между 28 март и 5 април 1907 г. и 112 ранени и 1751 задържани. Вестниците, покровителствани от Константин Миле, Adevărul и Dimineața, сочат данни за 12 000 – 13 000 жертви. В разговор с британския посланик в Букурещ крал Карол I спомена цифра от „няколко хиляди“.
Според данни, дадени от австрийски дипломати, между 3 000 и 5 000 селяни са били убити, докато френското посолство споменава, че броят на загиналите варира между 10 000 и 20 000. Историците посочват цифрите между 3 000 и 18 000, като най-често се споменава за 11 000 жертви. 

### Армия
При въстанието са убити само десет служещи в армията: един офицер – лейтенант И. Нигулеску, убит в Стонещи, окръг Гюргево,  двама сержанти и седем войници. Четирима други са ранени: офицер, кап. Григоре Мареш, също ранен в Стонещи, както и двама сержанти и един войник. Седемдесет и пет войници от Пети полк в Доробанци („Влашка“) се явяват пред военни съдилища и са обвинени в бунт; 61 са осъдени на доживотен труд, а 14 – на 5 години затвор. 

## Последствия
Много интелектуалци, сред които Николае Йорга, Александру Влахуша, Йон Лука Караджале, Константин Стере, Константин Добруджану-Герея и Раду Розети, протестират срещу насилствената и репресивна намеса. Други подчертават, че правителството носи специална отговорност за съдбата на селяните и на страната като цяло и поради това се изисква спешно решение на „селския въпрос“.
Либералното правителство започна кампания за репресиране на политическа организация на селяните във всякакъв вид.  Арестувани са много учители, свещеници и други интелектуалци от провинцията, както и поддръжниците на универсалното избирателно право Василе М. Когълничану и Александру Вълеску, които са счетени за подбудители на бунта.
Правителството също започна да провежда редица реформи, за да осигури известно облекчение на селяните, но без да експроприира земевладелците.  Законът за земеделските договори от 23 декември 1907 г. ограничава степента, до която селяните могат да бъдат експлоатирани от наемодателите и лизингодателите: той определя максимални цени за наеми на земя, определя минимални заплати за селяни, работещи в имения на земевладелци, и създава Casa Rurală, банка, която трябваше да помогне на селяните да купуват партиди от 5 хектара от наемодателите. Закон, приет на 12 април 1908 г., забранява на всеки да дава под наем повече от 4000 хектара едновременно. 

## Наследство
Събитията продължават да отекват в румънската съвест и са обект на един от най-четените романи от междувоенния период, Răscoala („Бунтът“) от Ливиу Ребряну, публикуван на румънски език през 1932 г. През 1965 г. е създаден филм, базиран на книгата. Въстанието също е предмет на картина на Октав Бънчила и на монументална статуя, която все още може да се види в Букурещ.

## Допълнителна информация
- Caragea, Anton. 1907: Răscoală sau complot? („1907: Rebellion or Plot“) //   Magazin Istoric.  Архивиран от оригинала на 2012-03-18. Посетен на 22 March 2013. (на румънски)
- (in Romanian) Ion Luca Caragiale, 1907 din primăvară până'n toamnă („1907 From Spring to Autumn“)